# Kadirur
Kadirur è una suddivisione dell'India, classificata come census town, di 28.989 abitanti, situata nel distretto di Kannur, nello stato federato del Kerala. In base al numero di abitanti la città rientra nella classe III (da 20.000 a 49.999 persone).

## Geografia fisica
La città è situata a 11° 46' 59 N e 75° 31' 47 E.

## Società

### Evoluzione demografica
Al censimento del 2001 la popolazione di Kadirur assommava a 28.989 persone, delle quali 13.436 maschi e 15.553 femmine. I bambini di età inferiore o uguale ai sei anni assommavano a 2.863, dei quali 1.475 maschi e 1.388 femmine. Infine, coloro che erano in grado di saper almeno leggere e scrivere erano 25.266, dei quali 11.775 maschi e 13.491 femmine.